# Congrés de Metges i Biòlegs de Llengua Catalana
El Congrés de Metges i Biòlegs de Llengua Catalana és una reunió periòdica que aplega metges, biòlegs i altres professionals de les ciències de la vida i de la salut de parla catalana. Va ser una iniciativa de l'Acadèmia de Ciències Mèdiques, entitat fundada l'any 1872, per tal de constituir una tribuna i un lloc de reunió dels professionals de la salut de Catalunya i de Balears en la seva tasca cultural d'ajuda a la llengua.

## Història
L'any 1912, dos membres de l'Acadèmia, Manuel Salvat i Espasa i Enric Ribas i Ribas, en conceben la idea i des del primer moment se'ls uneix Domènec Martí i Julià. Proposen l'organització d'un Congrés de Metges de Llengua Catalana per a estimular les relacions personals entre els companys, per congregar de manera periòdica les diferents entitats i escoles que habitualment treballen en camps dispersos i per permetre l'aportació científica de la medicina catalana a l'esforç universal en benefici de la salut i el benestar de les persones. Redacten uns estatuts reguladors del Congrés que, aprovats per l'Acadèmia, possibiliten que en menys d'un any es pugui celebrar el I Congrés dels Metges de Llengua Catalana a la Facultat de Medicina de Barcelona, del 22 al 25 de juny de 1913, amb l'assistència de més de cinc-cents congressistes.
El I Congrés va estar presidit per Miquel A. Fargas i Roca, que en el seu parlament presidencial va destacar la importància d'usar la llengua pròpia en tots els àmbits, també en la ciència:
| «                                                                                                   | I el poble […] quan s'adongui de que parlem com ells, de que la Ciencia no vol ni necessita'l privilegi d'una llengua especial, se trobarà enlairat i veurà que fàcilment pot barrejar-se amb aquells que figuren com a distingits. La Ciencia i el poble guanyen moltíssim quan s'usa com a instrument de treball la llengua vulgar i corrent: el poble's troba dignificat quan aquells que per lo general se distingeixen en una col·lectivitat parlen com ells, sembla que en lloc de tancar-se la Ciencia en un temple ont sòls els sacerdots iniciats hi puguin ceremoniar, obra llurs portes de bat a bat per a que tothom pugui acostar-se als seus altars i fer ofrena de llurs treballs: i la Ciencia amb aquesta vulgarització i democratització […] té constantment obertes les llistes de recrutament de nous adeptes i poden fàcilment posar-se a son servei persones d'intel·ligència privilegiada, que no haurien arribat al peu de l'altar d'haver-hi la traba d'un llenguatge diferent... | » |
| — Miquel A. Fargas i Roca, Parlament presidencial, Primer Congrés (Barcelona 22-25 de juny de 1913) | |   |

A partir d'aquesta primera iniciativa es crea l'Associació General de Metges de Llengua Catalana, que tindrà cura de la realització dels futurs congressos. Els VII, VIII i IX congressos comptaren amb suport públic institucional i foren molt reeixits, però quan es preparava el X Congrés, que s'havia de celebrar a València, no es va poder celebrar per l'arribada del franquisme.
La represa fou fruit de l'impuls de l'Acadèmia, amb la col·laboració de la Societat Catalana de Biologia, i com en el IX Congrés, el X tingué lloc a Perpinyà (1976), on Jordi Gol elaborà una definició de salut que encara és vàlida, segons la qual «salut és una qualitat de vida o una manera de viure autònoma, solidària i joiosa».

## Relació de Congressos realitzats
- I Congrés 	1913 	Barcelona
- II Congrés 	1917 	Barcelona
- III Congrés 	1919 	Tarragona
- IV Congrés 	1921 	Girona
- V Congrés 	1923 	Lleida

- VI Congrés 1930 	Barcelona
- VII Congrés 	1932 	Palma
- VIII Congrés 	1934 	Barcelona
- IX Congrés 	1936 	Perpinyà

- X Congrés 	1976 	Perpinyà
- XI Congrés 	1980 	Reus
- XII Congrés 	1984 	Benicàssim
- XIII Congrés 	1988 	Andorra
- XIV Congrés 	1992 	Palma
- XV Congrés 	1996 	Lleida
- XVI Congrés 2000 	Barcelona
- XVII Congrés	2004 	València
- XVIII Congrés	2008 	Girona
- XIX Congrés: 2012 Barcelona
- XX Congrés: 2017, Manresa[5]